# هزاردستان؛ انگاره موسیقی ایران
هزاردستان؛ انگاره موسیقی ایران: نام کتابی علمی پژوهشی و کاربردی در موسیقی ایرانی است که به شرح زیبایی شناسی آواز ایرانی می‌پردازد. محسن محسنی، نویسندهٔ این کتاب است.
علیرضا میرعلینقی محقق و منتقد هنری، از این کتاب به عنوان اثری یکتا و منحصر به فرد نام برد.
رضا مهدوی نوازنده و مدرس دانشگاه از این اثر به عنوان یک کتاب مرجع نام برد که تعدادی از صاحب نظران نیز بدان اتفاق نظر داشته اند.

## کلیات
روند کلی پژوهش در این کتاب بر دو اصل صدادهی و جمله‌بندی استوار است که با رویکردی تحلیلی و با تمرکز بر تحریر، در جهت شناخت شیوه‌های اصیل خوانندگی آواز ایرانی نوشته شده و در فاکتور تنوع تحریری آواز ایرانی گامی مؤثر برداشته‌است.
هزاردستان؛ انگاره موسیقی ایران از این جهت که به صورت علمی به آنالیز صدادهی (شامل: فضاهای تشدیدکننده صوتی، فیگور دهان و لب‌ها، صدای مخروطی، مخرج تحریر و…) و ساختار تحریرها (شامل: نقش و زمان‌بندی واژگان موسیقی، حرکت نغمات، شناسایی تم‌های مشترک تحریری، نحوه گسترش تحریرها و …) می‌پردازد؛ تزی متمایز در آواز ایرانی محسوب می‌شود.
کشف رابطه بین آواز استادان قدیم و ساز استادان موسیقی (شامل: تار، سه تار، کمانچه، نی، سنتور) و نیز طبیعت یعنی آواز هزاردستان در موسیقی دستگاهی ایران نتیجهٔ این پژوهش می‌باشد. بر این اساس فرضیه‌ای در کتاب مطرح شده که تحریر در موسیقی ایرانی متأثر از یک روند طبیعت‌گرا بوده و رفته رفته به انگاره‌ای ملودیک تبدیل گشته‌است.
ایدهٔ اولیهٔ این کتاب مربوط به سمینار استاد نورعلی برومند در سال ۱۹۶۷ میلادی در دانشگاه ایلینوی (ایلینویز) امریکاست و حاصل پژوهشی است که زیر نظر مجید کیانی استاد موسیقی ایرانی دانشگاه تهران و با همکاری برونو نتل موسیقی شناس قومی (اتنوموزیکولوژیست) نوشته شده‌ است.

## فصل‌ها
1. اهمیت هزار دستان در تاریخ، فرهنگ و اقلیم ایران
2. بررسی علمی مکانیزم صدادهی هزاردستان و انسان
3. گذری بر تحریر پرندگان در ردیف (موسیقی) ایرانی
4. تجزیه و تحلیل جمله‌بندی تحریرهای هزاردستان
5. تجزیه و تحلیل جمله‌بندی تحریر خوانندگان آواز:
قربان خان شاهی، سید احمدخان ساوه‌ای، جناب دماوندی، حسینعلی خان نکیسا، ابوالحسن اقبال آذر، سید عبدالرحیم اصفهانی، سید حسین طاهرزاده، نورعلی برومند، قمرالملوک وزیری، اسماعیل ادیب خوانساری، جلال تاج اصفهانی، علی خان نایب السلطنه، عبدالله دوامی، سلیمان امیر قاسمی
6. تجزیه و تحلیل جمله‌بندی پنجه در ساز:
میرزا عبدالله، نورعلی برومند، محمد رضا لطفی، داریوش طلایی، ابوالحسن صبا، آقا حسینقلی، درویش خان، مرتضی نی داوود، علی اکبر شهنازی، حبیب سماعی، مجید کیانی، حسین اسماعیل‌زاده، نایب اسدالله اصفهانی، مهدی نوایی
7. پژوهش میدانی پیرامون پرندگان آوازخوان در طبیعت

همچنین ۹۶ ترک صوتی در یک لوح فشرده شامل نمونه تحریرهای‌های آنالیز شده در کتاب، ضمیمهٔ این مجموعه می‌باشد.

## دستاورد
پس از اتمام پژوهش‌های انجام شده در این کتاب، ردیف‌های ضبط شده‌استاد نورعلی برومند در دانشگاه ایلینوی که نزدیک به ۵۰ سال کسی بدان دسترسی نداشت؛ توسط برونو نتل در اختیار محسن محسنی در ایران قرار می‌گیرد. این رویداد به لحاظ تاریخی در موسیقی ایران حائز اهمیت می‌باشد.

## واکنش‌ها
علیرضا میرعلینقی محقق و منتقد هنری در شبکه رادیو فرهنگ از این کتاب با عنوان اثری یکتا و منحصر به فرد نام برد که بایستی سال‌ها پیش از این توجه محققان و به ویژه خوانندگان آواز را به خود جلب می‌کرده‌است. وی گوشزد کرد در صورت ادامه جریان حاکم بر موسیقی ایران ما در ۱۰ سال آینده تحریر نخواهیم داشت و کم شدن رابطه موسیقیدان امروزی با طبیعت باعث به وجود آمدن تغییرات در صدادهی و ساختار تحریرها شده‌است.
رضا مهدوی نوازنده و مدرس دانشگاه در شبکه ۴ سیما گفت: هزاردستان؛ انگاره موسیقی ایران دربارهٔ خوانندگان کهن موسیقی ایرانی و دستاوردهای یک صد سالهٔ اخیر موسیقی است که از گذشته‌ها به یادگار مانده و مرتبط با آموزه‌های دکتر نورعلی برومند و شخصیت‌های برجستهٔ موسیقی محسوب می‌شود.
علی اکبر شکارچی استاد موسیقی ایرانی این کتاب را اثری ارزشمند دانست که نویسنده با شوق و در کمال جور بخشی از وظایف موسیقیدانان حرفه‌ای را تقبل کرده‌است.